# Leonid Sabaneïev (zoologiste)
Ne pas confondre avec son fils, Leonid Sabaneïev
Leonid Pavlovitch Sabaneïev (en russe : Леонид Павлович Сабанеев ; 1844 - 1898) est un zoologiste russe qui apporta de significatives contributions à l'étude de la chasse en Russie.
Descendant d'une famille noble de Iaroslavl, Sabaneïev étudia au Corps des Pages, au lycée Demidov et à l'Université d'État de Moscou. Il était en très bons termes avec Alexandre III de Russie et tint le poste de Stallmeister (écuyer) à sa cour. Son fils Leonid (1881-1968) était un compositeur réputé et un critique musical.
Leonid P. Sabaneïev créa la Gazette du chasseur (Охотничья газета) en 1888 et fut l'auteur du très populaire Calendrier du chasseur comprenant de précieuses informations pratiques. Son œuvre Poissons d'eau douce et pêche en Russie (1875) est considéré comme un classique mineur. Ses correspondances avec Charles Darwin, Ivan Tourgueniev et Albert Ier de Monaco ont été publiées.